# Mehdi Jomaâ

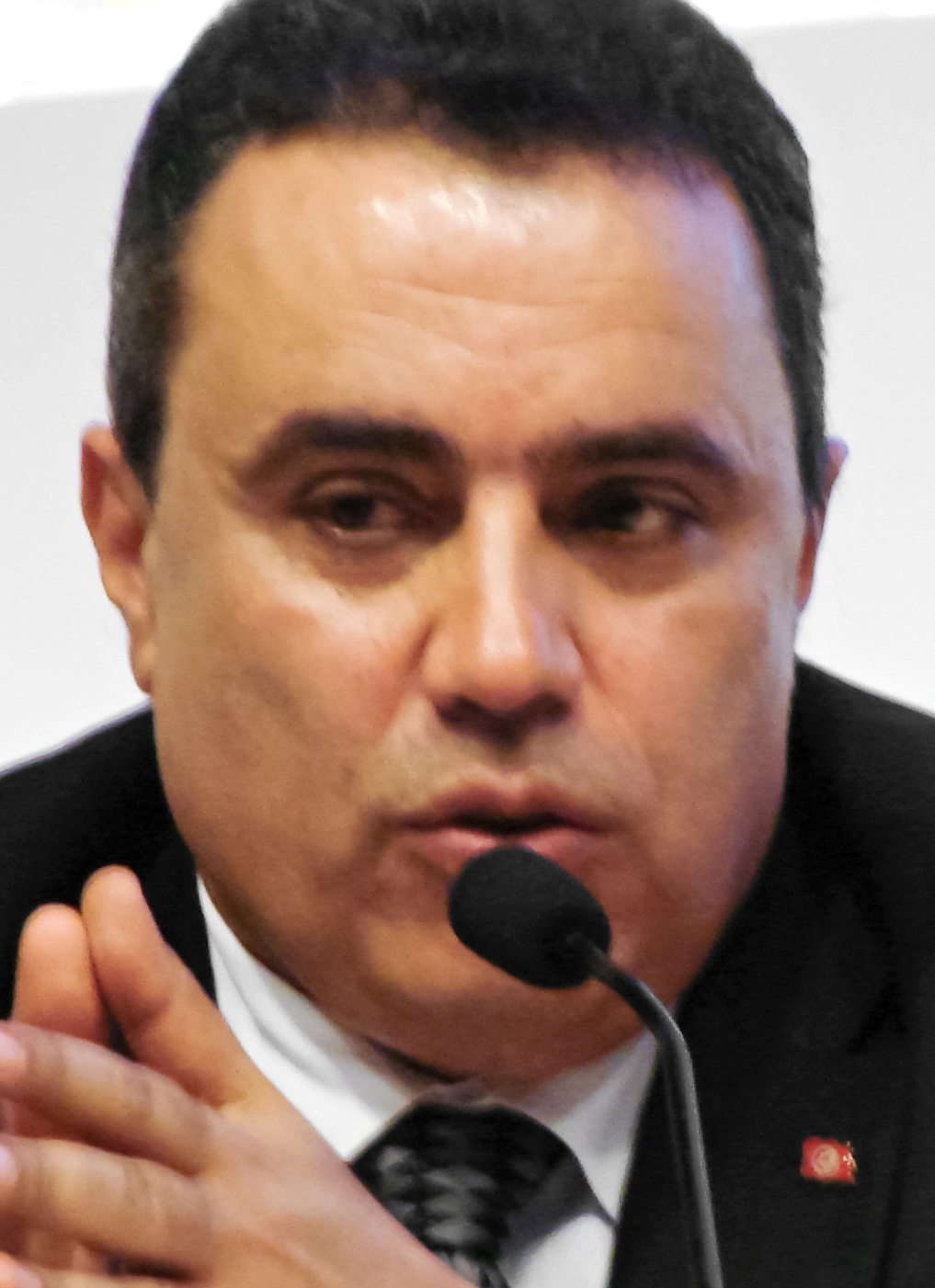
Mehdi Jomaâ

Mehdi Jomaâ oder Dschum'a (arabisch مهدي جمعة Mahdi Dschuma, DMG Mahdī Ǧumʿa; * 21. März 1962 in Mahdia) ist ein tunesischer Ingenieur und parteiloser Politiker. Er war von Januar 2014 bis Februar 2015 Ministerpräsident Tunesiens.
Jomaâ war bis zum 13. März 2013, als er zum Industrieminister unter Ministerpräsident Hamadi Dschebali ernannt wurde, in der Privatwirtschaft tätig. Zuletzt war er Direktor der Luftfahrtabteilung von Hutchinson, einem Unternehmen, das zum französischen Konzern Total gehört. Während seiner Amtszeit als Minister blieb er unauffällig. Lediglich seine Pläne, Fracking in Tunesien zu fördern, stießen auf gewissen Widerstand.
Am 15. Dezember 2013 einigte sich der Nationale Dialog zwischen Regierung und Opposition, der nach der Ermordung des linken Parlamentsabgeordneten Mohamed Brahmi zusammentrat, auf Mehdi Jomaâ als Übergangs-Ministerpräsidenten. Für die säkular ausgerichteten Parteien Nidaa Tounes, die Republikanische Partei und die linke Volksfront, welche die Abstimmung boykottierten, galt Jomaâ – obwohl er parteipolitisch unabhängig ist – als Mann der islamistischen Ennahda.
Am 9. Januar 2014 kündigte der bisherige Regierungschef Ali Larajedh (Ennahda) seinen Rücktritt an; am Folgetag beauftragte der Interimspräsident Moncef Marzouki Jomaâ mit der Bildung einer neuen Regierung. Da in der Folge am 26. Januar die neue Verfassung der Republik Tunesien in der verfassunggebenden Versammlung Tunesiens beschlossen werden konnte, wurde Jomaâ unmittelbar danach erneut mit der Regierungsbildung beauftragt; ihm und seinen Kabinettsmitgliedern wurde von der Versammlung am 29. Januar 2014 das Vertrauen ausgesprochen, sodass seine Regierung seitdem im Amt ist.
Am 5. Januar 2015 wurde der ebenfalls parteilose Habib Essid nach der ersten demokratischen Wahl zur Volksrepräsentantenversammlung Ende Oktober 2014 zu seinem Nachfolger nominiert.
Ende Januar zogen tunesische Medien eine Bilanz seiner Regierung und stellten fest, dass er seine Ankündigungen in Bezug auf die Abhaltung freier Wahlen und die Verbesserung der Sicherheitslage umgesetzt habe, in Wirtschaftsfragen aber fast nichts habe einhalten können. Bundesaußenminister Frank-Walter Steinmeier verlieh Jomaâ am 24. Januar 2015 das Großkreuz des Verdienstordens der Bundesrepublik Deutschland.
Am 6. Februar 2015 übergab Jomâa die Regierung an seinen Nachfolger Habib Essid, nachdem dieser und sein Kabinett am Vortag von der Volksrepräsentantenversammlung das Vertrauen ausgesprochen bekommen hatten.

## Belege
1. 1 2  Reiner Wandler: Neuer Premierminister in Tunesien. Ohne Parteibuch, ohne Begeisterung. In: die tageszeitung. 15. Dezember 2013.
2. ↑  Mehdi Jomaâ chargé officiellement de former le nouveau gouvernement. In: Tunis Afrique Presse, 10. Januar 2014.
3. ↑  Passation des pouvoirs entre Ali Larayedh et Mehdi Jomaa. In: Business News, 29. Januar 2014.
4. ↑  Safa Ben Said: Habib Essid Nominated Tunisia New Prime Minister. (Memento des Originals vom 6. Januar 2015 im Internet Archive)  Info: Der Archivlink wurde automatisch eingesetzt und noch nicht geprüft. Bitte prüfe Original- und Archivlink gemäß Anleitung und entferne dann diesen Hinweis. In: Tunisia-Live.net, 5. Januar 2015.
5. ↑  Imen Blioua: I Watch: Review Reveals Unfulfilled Promises by PM Jomaa. (Memento des Originals vom 7. Februar 2015 im Internet Archive)  Info: Der Archivlink wurde automatisch eingesetzt und noch nicht geprüft. Bitte prüfe Original- und Archivlink gemäß Anleitung und entferne dann diesen Hinweis. In: Tunisia-Live.com, 28. Januar 2015.
6. ↑  Mehdi Jomaa Decorated With Order of Merit of the Federal Republic of Germany. In: Tunis Afrique Presse, 24. Januar 2015.
7. ↑  Tunisian Prime Minister Habib Essid promises growth and reforms. (Memento des Originals vom 7. Februar 2015 im Internet Archive)  Info: Der Archivlink wurde automatisch eingesetzt und noch nicht geprüft. Bitte prüfe Original- und Archivlink gemäß Anleitung und entferne dann diesen Hinweis. In: Times of Oman, 6. Februar 2015 (AFP-Meldung).

| Personendaten    | Personendaten                 |
| ---------------- | ----------------------------- |
| NAME             | Jomaâ, Mehdi                  |
| ALTERNATIVNAMEN  | Jomaa, Mehdi; Dschum'a, Mahdi |
| KURZBESCHREIBUNG | tunesischer Premierminister   |
| GEBURTSDATUM     | 21. März 1962                 |
| GEBURTSORT       | Mahdia                        |